# ملا علاءالملک تونی
ملا علاءالملک تونی ملقب به فاضل‌خان (زاده تون)، یکی از معماران بزرگ ایران در قرن ۱۱ هجری بود. برادرزاده و دامادش برهان‌الدین تونی نیز از دولتمردان معروف قرن ۱۱ بوده‌است.

## آثار
- باغ شالیمار: از بزرگ‌ترین و معروف‌ترین بناهای ساخته‌شده به وسیله وی، می‌توان به باغ شالیمار در لاهور اشاره کرد که یکی از سرشناس‌ترین مکان‌های گردشگری پاکستان است. وی این بنا را به همراهی شخصی به نام علی‌مردان‌خان و در سال ۱۰۵۲ ساخت.[۲][۳]
- مدرسه علمیه فاضل‌خان در مشهد به دست وی ساخته شده‌است. وی ساخت این بنا را در سال ۱۰۶۰ آغاز کرده و در سال ۱۰۷۵ (در زمان شاه عباس دوم) به پایان رساند.[۴]
- کاروانسرای رباط شور[۵]
- حمام زنانه فاضل‌خان
- حمام مردانه فاضل‌خان[۶]